# Савченко, Анатолий Михайлович (мультипликатор)
Анато́лий Миха́йлович Са́вченко (30 июня 1924, Новочеркасск — 18 августа 2011, Москва) — советский и российский мультипликатор и художник-иллюстратор детских книг. Среди самых известных работ Анатолия Савченко — «Мойдодыр», «Малыш и Карлсон» и «Карлсон вернулся», «Возвращение блудного попугая» и другие.

## Биография

### Ранние годы
Анатолий Савченко родился 30 июня 1924 года в Новочеркасске — в Донском округе Юго-Восточной области СССР в семье работающего фармацевтом художника-самоучки. Первые мультфильмы, произведшие на юного Анатолия сильное впечатление, будущий мультипликатор увидел ещё в 1930-е годы.
С 17 лет принимал участие в Великой Отечественной войне в пехотных войсках, в боях на Северном Кавказе был ранен в ногу. Был награждён орденом «Отечественной войны» и рядом медалей. Демобилизовался в 1947 году. Практически сразу после демобилизации Анатолий Михайлович уехал в Москву и с первой попытки поступил во ВГИК, получив максимально возможные оценки за рисунок, живопись, и за композицию. ВГИК Савченко окончил в 1953 году. Своим учителем Анатолий Михайлович называл Анатолия Пантелеймоновича Сазонова — известного мультипликатора и книжного иллюстратора, преподававшего во ВГИКе в то время.

### Художник-мультипликатор
Закончив институт, Анатолий Михайлович получил распределение на работу в «Союзмультфильм», где он проработал художником-постановщиком 37 лет, до выхода на пенсию в 1990 году. Первым мультфильмом, в создании которого принял участие начинающий аниматор, стал «Лесной концерт», на работу над которым его пригласил Иван Петрович Иванов-Вано. В компании с ним год спустя Савченко работал над «Мойдодыром», после чего ушёл в группу Евгения Райковского и Бориса Степанцева. В паре с режиссёром Борисом Степанцевым Анатолий Михайлович Савченко создал большое количество своих мультфильмов. Среди работ тандема — «Петя и Красная Шапочка», «Вовка в Тридевятом царстве», «Карлсон», «Щелкунчик». Всего же в послужном списке Савченко около 25 мультфильмов. Для мультфильмов о Карлсоне Савченко сам разработал образ главного персонажа и он же предложил на озвучивание роли «домомучительницы» фрекен Бок пригласить Фаину Раневскую.
Последней работой Анатолия Михайловича стал мультфильм «Мужество попугая Кеши», созданный им совместно с Елизаветой Жаровой после 20-летнего перерыва.
Про свои работы Анатолий Михайлович говорил:
... я очень любил работать именно на весёлых фильмах. И своих персонажей старался делать смешными, теплыми и, самое главное, добрыми. Герои мультфильмов должны быть обязательно добрыми

### Достижения и заслуги
Хорошо отзывались о Савченко многие люди, работавшие с ним в разное время. Так, например, о нём говорил советский мультипликатор, режиссёр и художник Эдуард Назаров:
...Таких, как Савченко, больше не было и нет. И на экране, и в книгах его персонажей ни с кем не спутаешь, они всегда острые, характерные. И «цветоводом» он был необыкновенным. Помните быстро проскакивающие тона в «Малыше и Карлсоне»? Если их остановить и разглядеть – это ж красота небесная! Господа импрессионисты могли бы потесниться. И при всей своей гениальности Анатолий Михайлович всегда оставался скромнейшим человеком, не влезавшим ни в какие «политические» баталии. Более доброго человека на «Союзмультфильме» нельзя было встретить.
Несмотря на успех созданных им мультфильмов, никаких государственных наград и премий Анатолий Михайлович за свою карьеру не получил, не считая поздравительной телеграммы от президента России Владимира Путина 30 июня 2004 года и тогда же — телеграммы Никиты Михалкова от Союза кинематографистов России. Остальные награды — только фестивальные. Например, «Ника» 1988 года за «Возвращение блудного попугая». Среди других наград: приз международного фестиваля в Аннеси за мультфильм «Петя и Красная Шапочка» (1958 год), приз международного фестиваля в Карловых Варах за мультфильм «Мурзилка на спутнике» (1960 год), приз международного фестиваля в Мамае за мультфильм «Окно» (1966 год), призы Международного фестиваля фильмов, посвящённых работе Красного Креста, в Варне (1973 год) и приз Международного фестиваля соцстран по охране здоровья (1972 год) за мультфильм «Сердце», приз международного фестиваля детских фильмов в Хихоне за музыкальный мультфильм «Щелкунчик» (1974 год) и другие.

### После выхода на пенсию
После выхода на пенсию и почти до самой смерти Анатолий Савченко занимался иллюстрированием детских книг, в том числе «Мальчик-с-пальчик» и «Красная Шапочка» Шарля Перро, русские народные сказки — «Гуси-лебеди», «Репка» и другие.
Умер Анатолий Михайлович Савченко 18 августа 2011 года в своей квартире в Москве на 88-м году жизни. Прах захоронен в колумбарии на Ваганьковском кладбище.

## Фильмография

### Художник-постановщик
- 1953 — «Лесной концерт» (мультфильм)
- 1954 — «Мойдодыр» (мультфильм)
- 1956 — «Приключения Мурзилки» (мультфильм)
- 1957 — «Опять двойка» (мультфильм)
- 1958 — «Петя и Красная Шапочка» (мультфильм)
- 1960 — «Мурзилка на спутнике» (мультфильм)
- 1962 — «Только не сейчас» (мультфильм)
- 1962 — «Ехали мы, ехали...» (мультипликационные вставки)
- 1964 — «Петух и краски» (мультфильм)
- 1965 — «Вовка в Тридевятом царстве» (мультфильм)
- 1966 — «Окно» (мультфильм)
- 1967 — «Песня о соколе» (мультфильм)
- 1968 — «Малыш и Карлсон» (мультфильм)
- 1970 — «Карлсон вернулся» (мультфильм)
- 1971 — «Сердце» (мультфильм)
- 1971 — «Скрипка пионера» (мультфильм)
- 1973 — «Щелкунчик» (мультфильм)
- 1976 — «Муха-Цокотуха» (мультфильм)
- 1978 — «Алые паруса» (пробные съёмки к фильму «Ассоль»)
- 1979 — «Почему ослик заупрямился?» (мультфильм)
- 1982 — «Ассоль» (телефильм)
- 1984—1988 — «Возвращение блудного попугая» (мини-мультсериал)
- 1984 — «Канава» (в киножурнале Фитиль № 271) (мультипликационный)
- 1985 — «Дереза» (мультфильм)
- 2002 — «Утро попугая Кеши» (мультфильм)
- 2005 — «Кеша — рыболов» (мультфильм)
- 2005 — «Мужество попугая Кеши» (мультфильм)

### Художник
- 1955 — «Необыкновенный матч» (мультфильм)
- 1993 — «История про поросёнка» (авт. Г. М. Цыферов, изд. «Малыш», г. Москва)